# Agatovo, Gabrovo
Agatovo (în bulgară Агатово) este un sat în comuna Sevlievo, regiunea Gabrovo,  Bulgaria. 

## Demografie
Componența etnică a satului Agatovo
     Bulgari (46,2%)
     Turci (6,27%)
     Nicio identificare (46,53%)
     Altele (0,99%)
La recensământul din 2011, populația satului Agatovo era de 303 locuitori. Nu există o etnie majoritară, locuitorii fiind bulgari (46,2%) și turci (6,27%).. Pentru 46,53% din locuitori nu este cunoscută apartenența etnică.